# Stemonitis axifera
Stemonitis axifera е вид лигава гъба от семейство Stemonitidaceae.

## Описание
Изправените, цилиндрични спорангии са подредени в снопове или групи, с височина около 7 – 15 mm. Всеки спорангий се поддържа от тънка, черна дръжка с дължина от 3 до 7 mm. Зрелите спорангии имат ръждивокафяв цвят, който изсветлява до бледокафяв, след като спорите бъдат разпръснати. Спорите са с размери от 5 до 7 μm и имат гладка повърхностна текстура.
Необходими са около 20 часа на лигавата гъба, за да завърши изработката на плодовите тела, след което още 8 часа за индуциране на спорангиите и за развитието на стъблото и колумелата. След още 6 часа спорокарпите започват да произвеждат пигмент и да узряват, а след още 6 спорите се освобождават напълно.